# Tela metálica

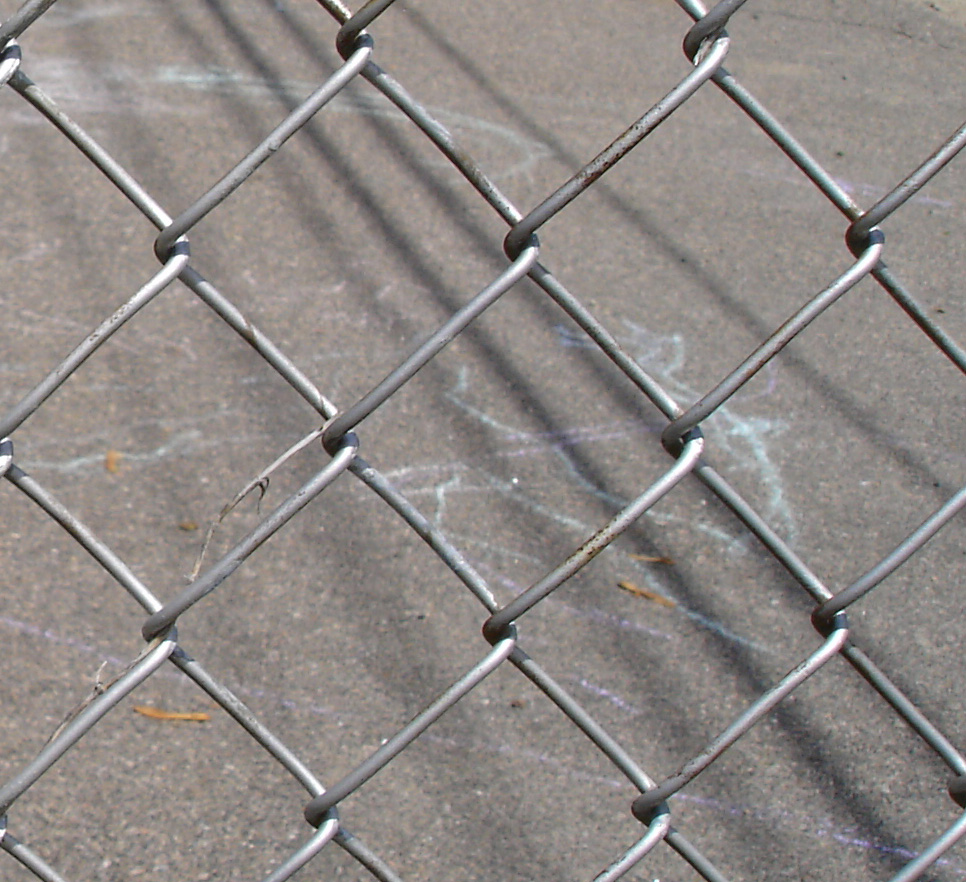
Tela metálica o [https://mallasyrejas.mx/productos/malla-ciclonica/ Malla Ciclónica

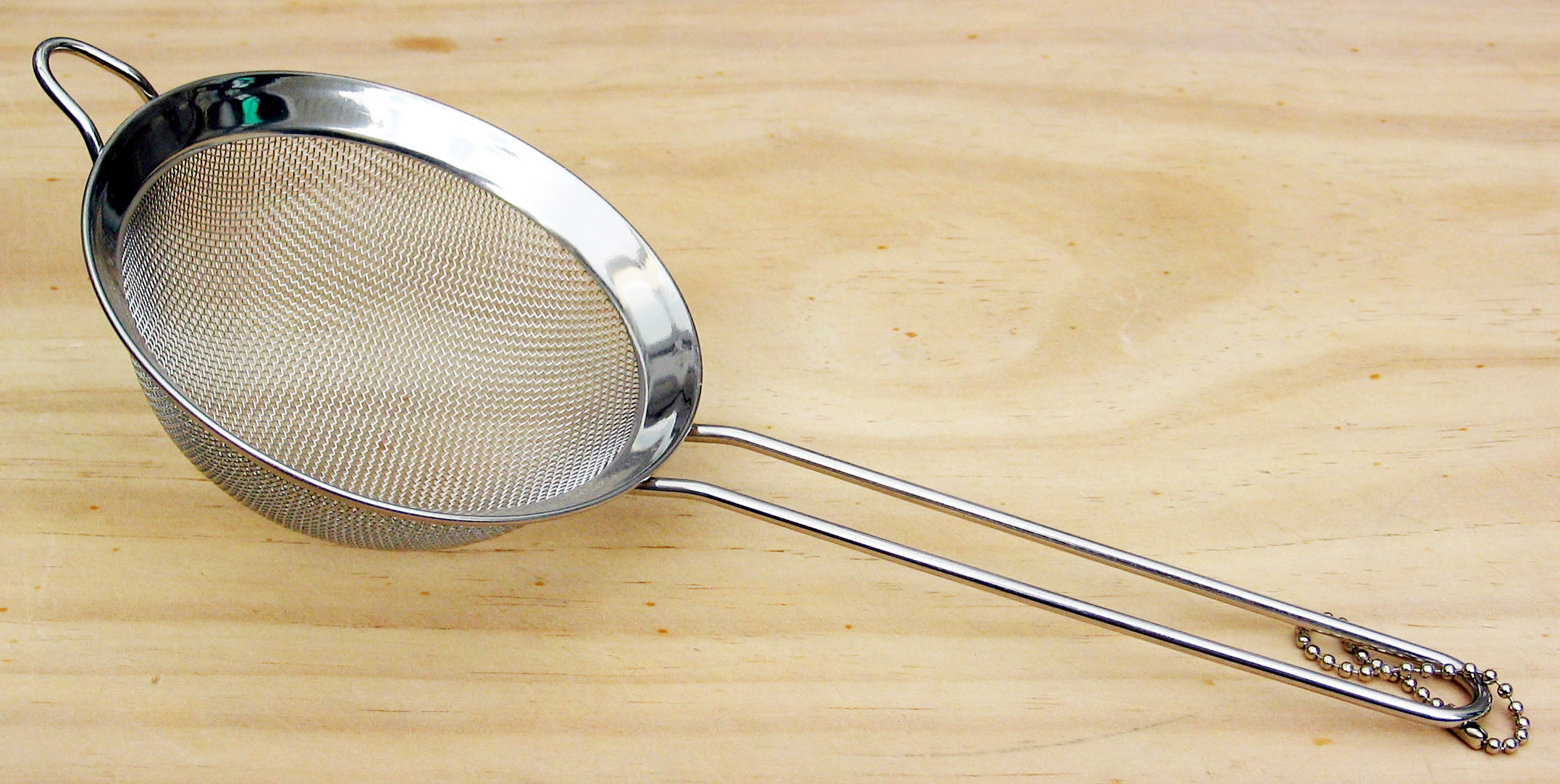
Filtro de tela metálica

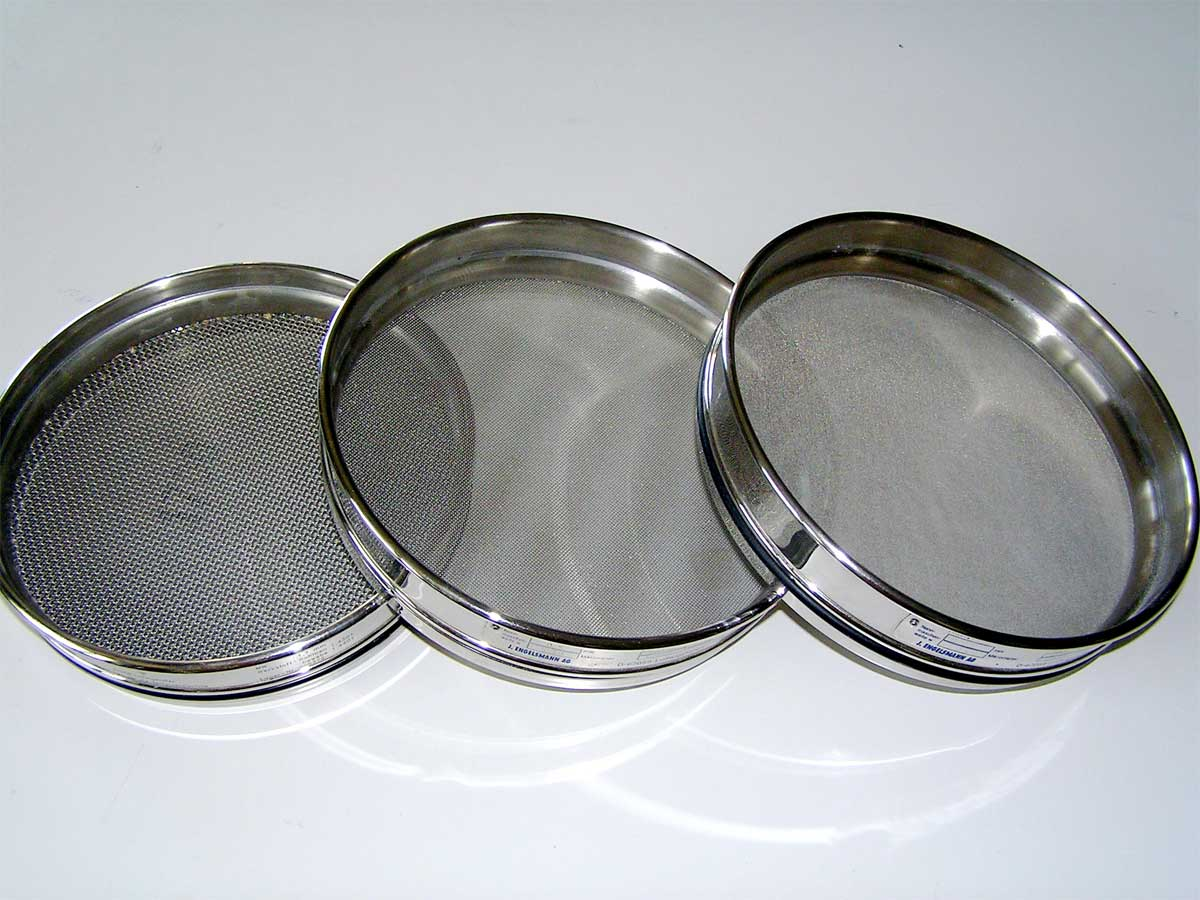
Filtros de tela metálica de laboratorio

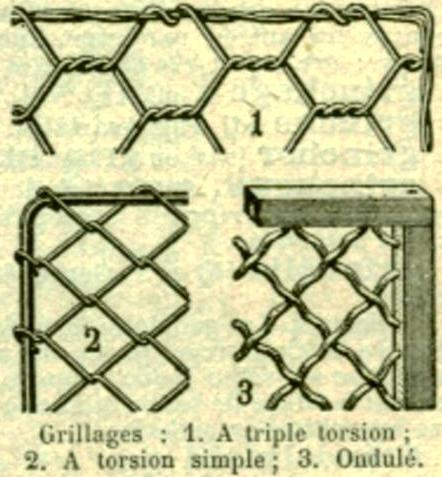
Los diferentes tipos de tejido: 1 Triple doble, 2 sola curva, 3 corrugado (Claude Augé: Larousse universel, 1922)

La  tela metálica  es una malla generalmente de alambres protegidos contra la corrosión. La protección contra la corrosión se hace normalmente mediante una capa de zinc o de un recubrimiento plastificante, o de acero inoxidable para usos concretos.

## Clases
La "tela metálica" está disponible en varios calibres de alambre, medidas de malla y tipo de trenzado a máquina. La "tela metálica" de malla ancha y material grueso se utiliza a menudo como valla para limitar el perímetro de terrenos y parcelas. La "tela metálica" de alambre y malla fina, en Austria se conoce como "tela metálica de los conejos" o "tela metálica conejera", porque se utiliza para impedir que los animales pequeños, como liebres y conejos del campo, entren en las propiedades privadas se puede utilizar en la construcción de gallineros, jaulas de conejos, establos, etc ...

## Usos
- Construcción de vallas
- Construcción de gallineros, jaulas de conejos, establos, etc ...
- Colador doméstico
- Colador de té.
- Infusor de té
- Filtros de laboratorio químico.
- Filtros antillama: Lámpara Davy, protección quemador Bunsen (laboratorio químico).
- Trasplante de árboles.

Cuando se emplea para trasplantar árboles, es mejor hacer uso de tela metálica sin protección contra la corrosión , porque así no tiene por qué ser retirada por razón de la descomposición causada por la corrosión con la propia tierra al ser plantado el árbol.

## Enlaces

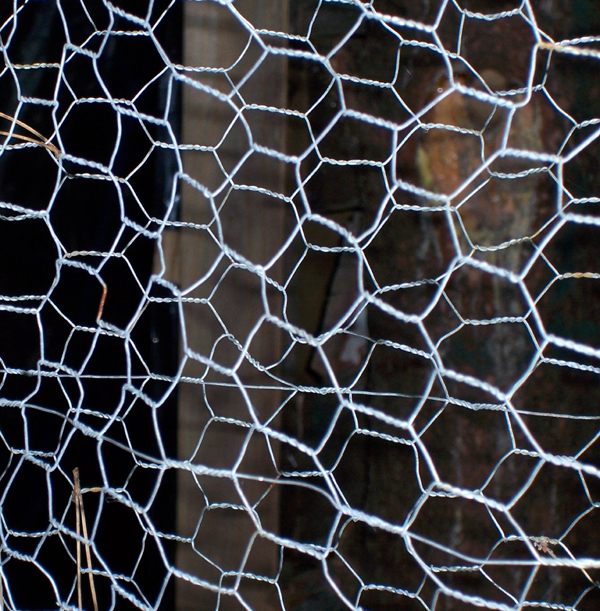
Jaulas de tela metálica hexagonal para aves de corral
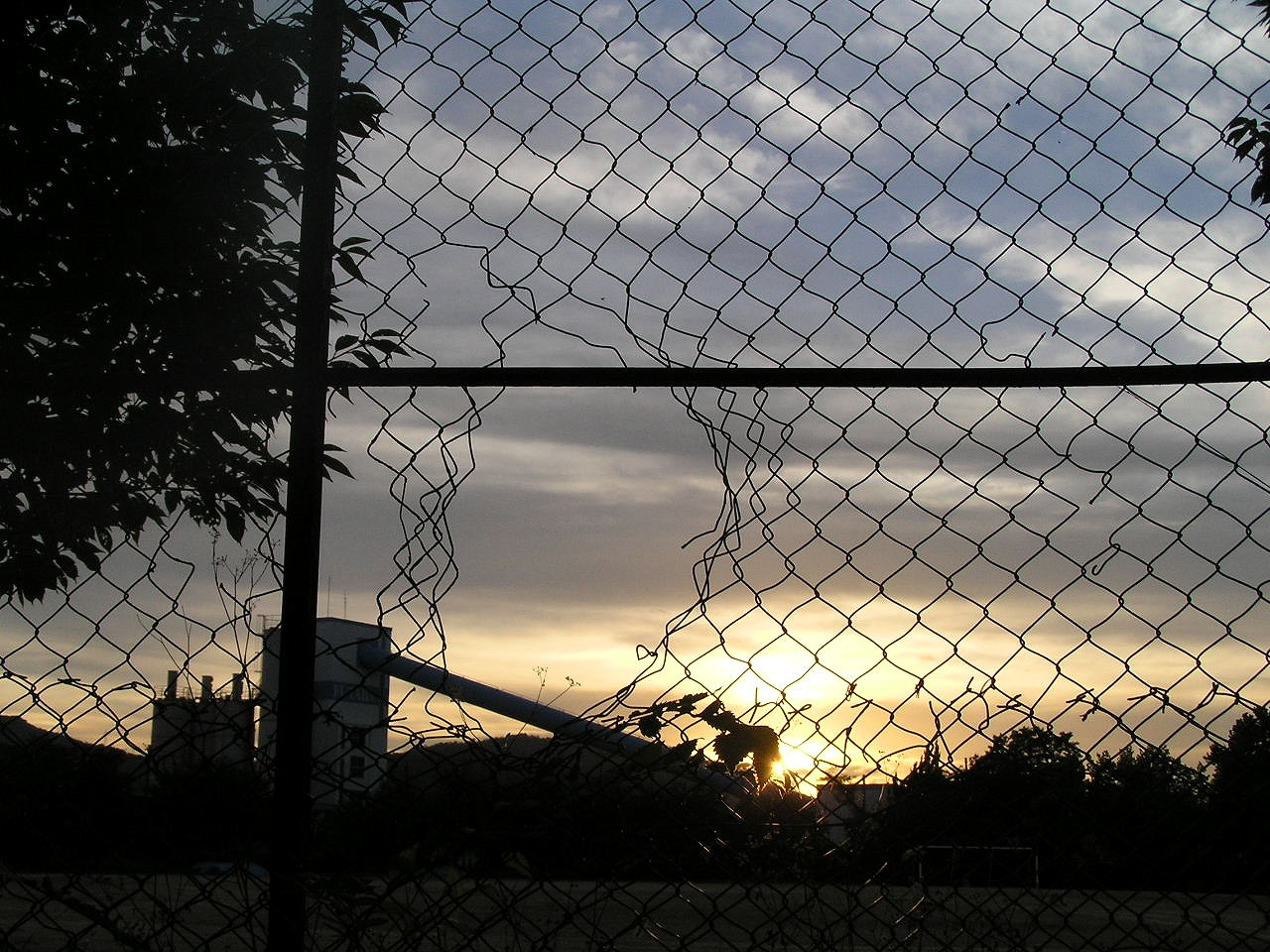
construcción manual de una valla de tela metálica (Inglés)
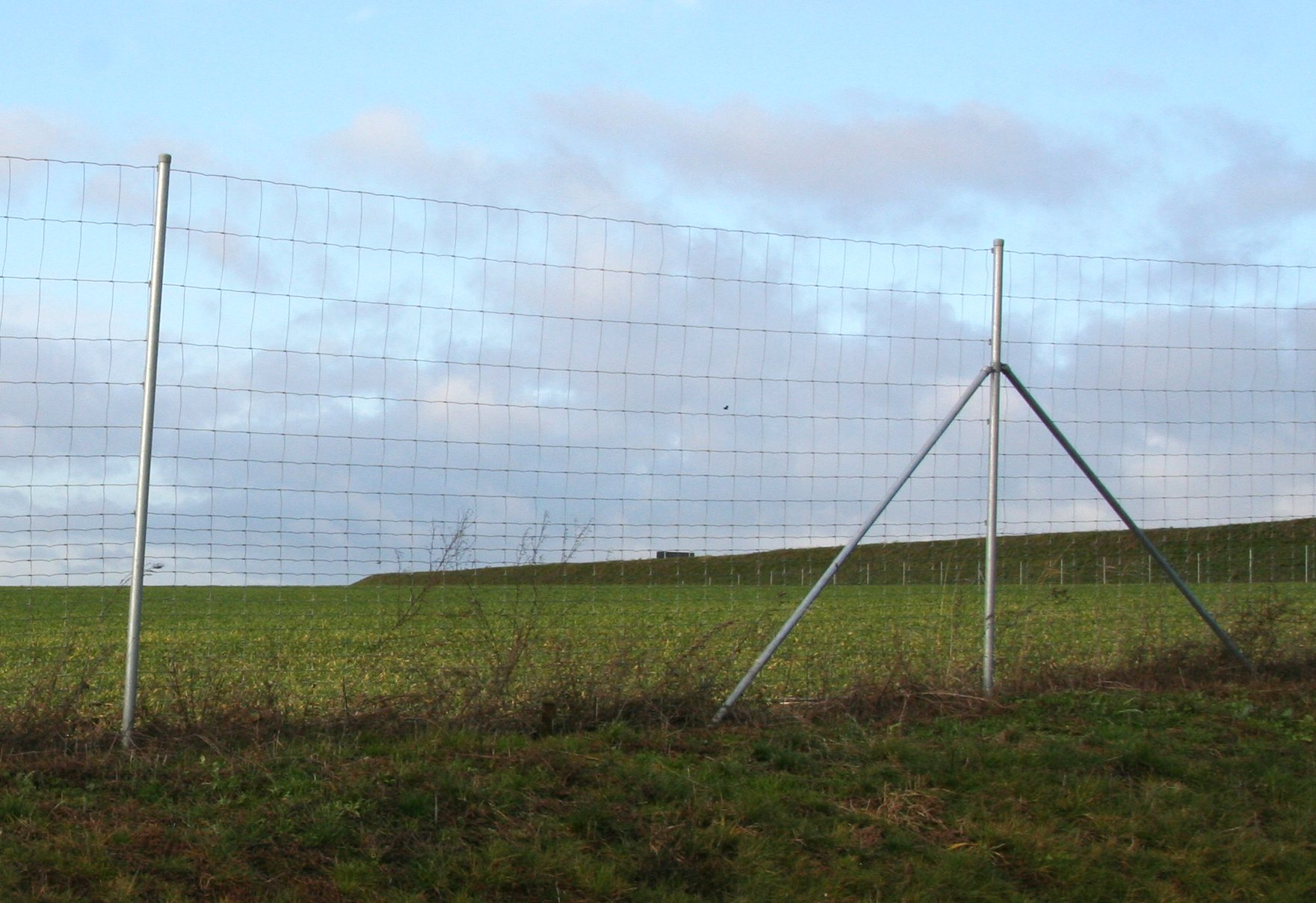
Valla contra los animales en la autopista A72
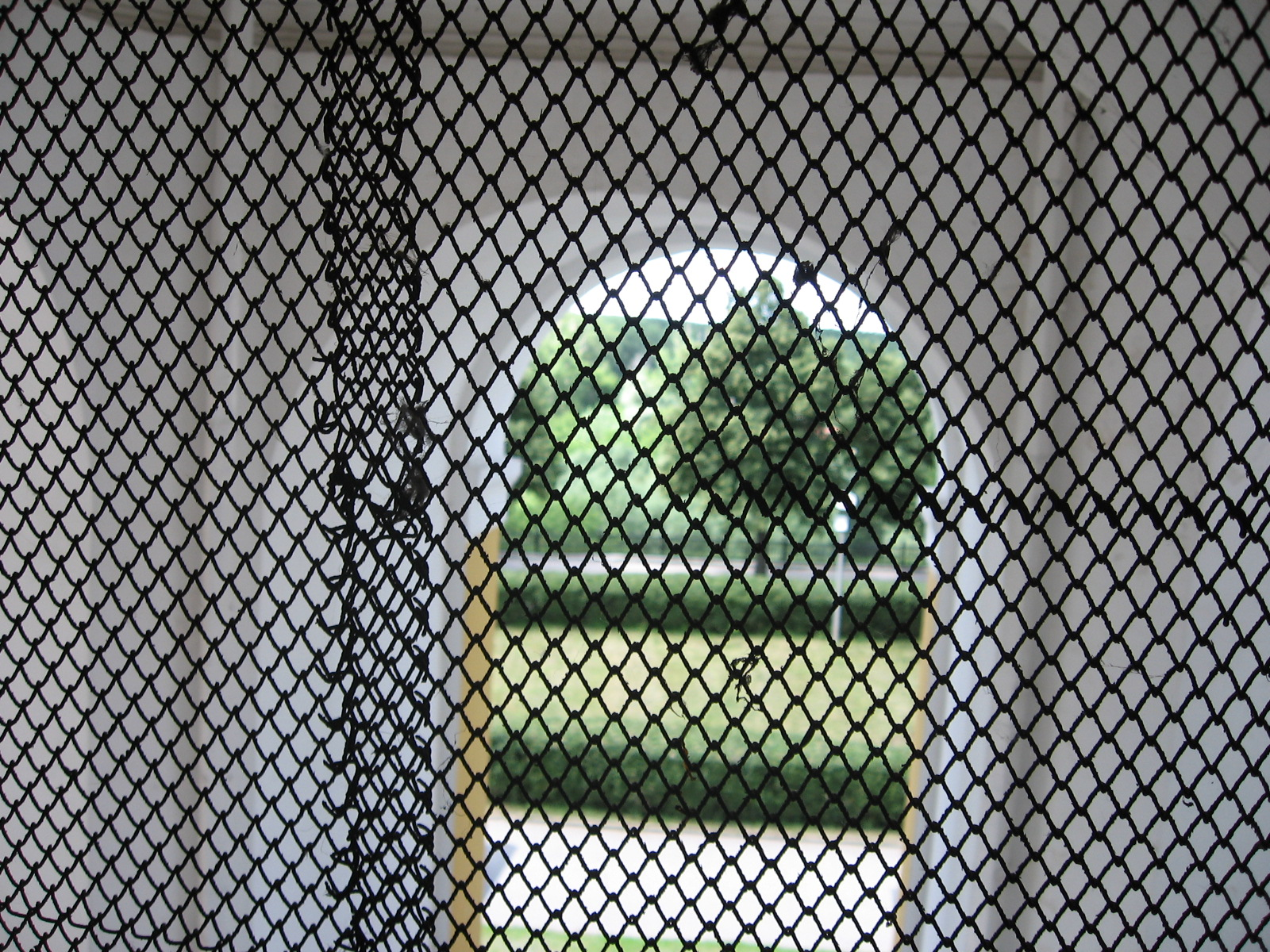
Valla de tela metálica
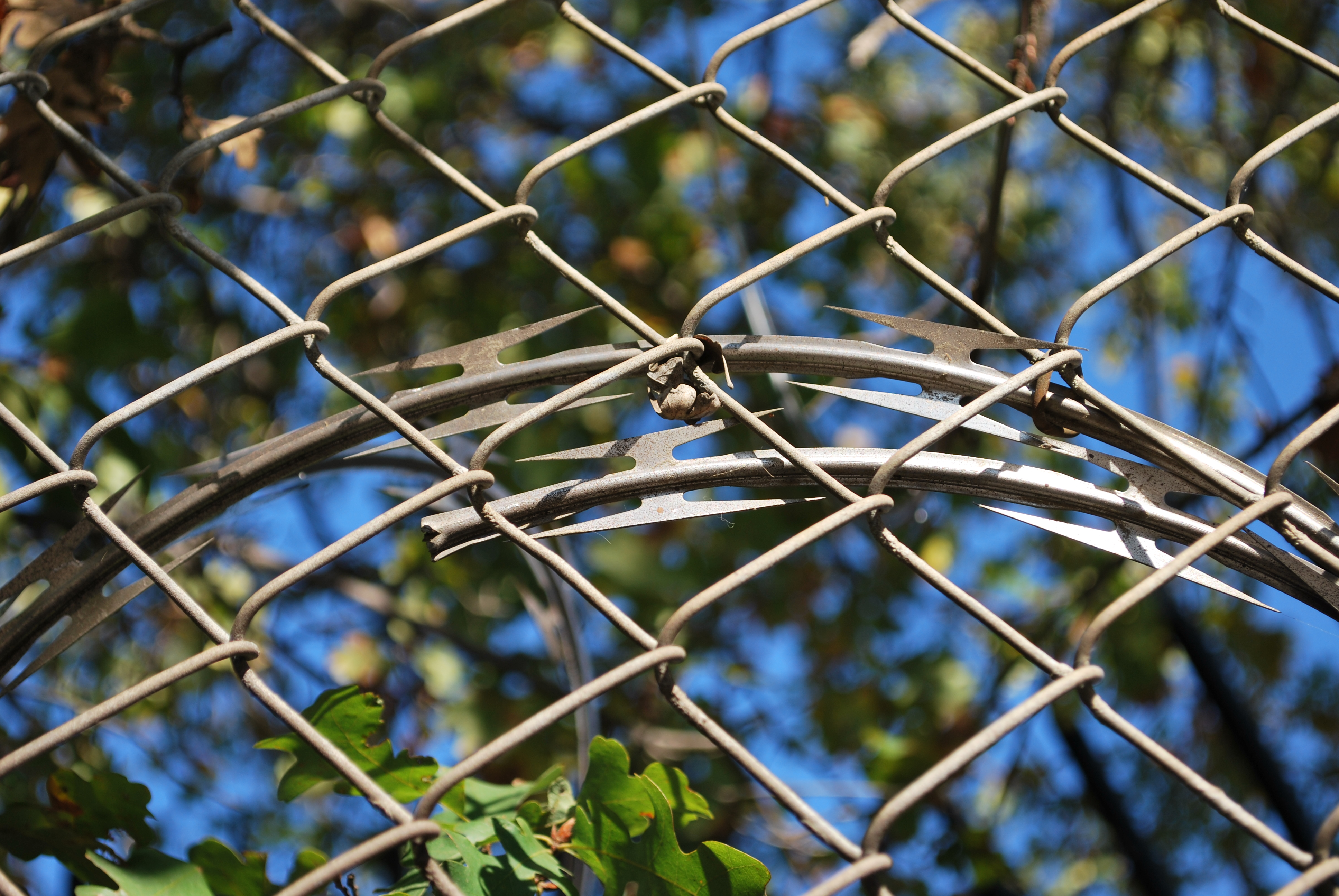
Valla de tela metálica

- Datos: Q1906859
- Multimedia: Chain-link fences / Q1906859